# Gros Ventre River
Der Gros Ventre River ist ein etwa 120 km langer, linker Nebenfluss des Snake River im Westen des US-Bundesstaates Wyoming.

## Verlauf
Der Gros Ventre River entspringt östlich des Antoinette Peak und südwestlich des Black Peak im Hochgebirge der Gros Ventre Range im südlichen Teton County auf einer Höhe von etwa 3170 m, rund 20 km nördlich von Bondurant und 30 km südöstlich von Jackson. Von dort fließt er zunächst in östliche Richtung durch die Gros Ventre Wilderness des Bridger-Teton National Forest. Der Fluss fließt durch das Little Grizzly Basin, fällt über mehrere Wasserfälle hinab und mäandriert in nördliche Richtung durch den Nationalforst. Im weiteren Verlauf wendet er sich nach Nordwesten und erhält mit Fish Creek und Cottonwood Creek von rechts seine größten Zuflüsse. Der Gros Ventre River durchfließt die Seen Upper Slide Lake und Lower Slide Lake und fließt in einem großen Bogen weiter in westliche, später in südwestliche Richtung. Nach Durchfließen der Red Hills verlässt er den Bridger-Teton National Forest bei Kelly und bildet im weiteren Verlauf die Grenze des Grand-Teton-Nationalparks zum National Elk Refuge. Bis zur Mündung fließt der Gros Ventre River als verflochtener Fluss durch das Tal Jackson Hole nördlich der Stadt Jackson, unterquert die hier gebündelt verlaufenden U.S. Highways 191 und 26 und mündet nördlich der West Gros Ventre Butte östlich des Ortes Moose Wilson Road auf einer Höhe von 1902 m in den Snake River. Der Fluss ist als National Wild and Scenic River ausgewiesen.

## Hydrologie
Der Gros Ventre River ist als Nebenfluss des Snake River Teil des Einzugsgebietes des Columbia River, der in den Pazifischen Ozean entwässert. Das Einzugsgebiet des Gros Ventre River umfasst ein Areal von etwa 1610 km² und grenzt an die Einzugsgebiete von Ditch Creek, Spread Creek und Blackrock Creek im Norden, Wind River, Warm Spring Creek und Jackeys Fork im Osten, Green River im Südosten, Hoback River im Süden sowie Flat Creek im Südwesten. Der mittlere Abfluss am Pegel in Kelly beträgt 13,91 m³/s, die größten Abflüsse finden sich in den Monaten Mai und Juni.

## Erholung
Der Gros Ventre River gilt als beliebtes Ziel zum Angeln und Fliegenfischen. Im Fluss sind unter anderem die Snake-River-Fine-Spotted-Cutthroat-Forelle (Oncorhynchus clarkii behnkei) und der mountain whitefish (Prosopium williamsoni) heimisch.

## Geschichte
US-Präsident Chester A. Arthur passierte auf seiner Reise zum Yellowstone-Nationalpark im Jahr 1883 das Tal des Gros Ventre River. Aus dem Wind River Basin kommend, überquerte der aus 175 Lasttieren bestehende Tross die kontinentale Wasserscheide und folgte dem Gros Ventre River flussabwärts nach Jackson Hole. Dabei campierten die Reisenden in Camp Isham, Camp Arthur und Camp Teton, bevor sie den Gros Ventre River verließen und dem Snake River nach Norden zum Jackson Lake folgten.
Bereits in den 1890er-Jahren wurde der Ort Grovont am Gros Ventre River gegründet, als Goldsucher unter Wilhelm Blank "Billy" Bierer (1849–1923) in die Region kamen. Das Dorf wurde später in Kelly umbenannt.

Am 23. Juni 1925 ereignete sich an der Nordflanke des Sheep Mountain der Gros Ventre Slide, der zu den größten sichtbaren Erdrutschen der Erde gehört. Mehr als 38.000.000 m³ an Material stürzten mit einer Geschwindigkeit von rund 80 km/h ins Tal und türmten sich an der gegenüberliegenden Bergflanke auf. Der Gros Ventre River wurde infolge des Bergsturzes zum Lower Slide Lake aufgestaut. Der natürliche Staudamm brach am 18. Mai 1927 und löste eine Flutwelle aus, die sich mehr als 40 km ins Tal Jackson Hole ausbreitete. Der Ort Kelly wurde durch die Flutwelle nahezu vollständig zerstört, 6 Personen kamen ums Leben.

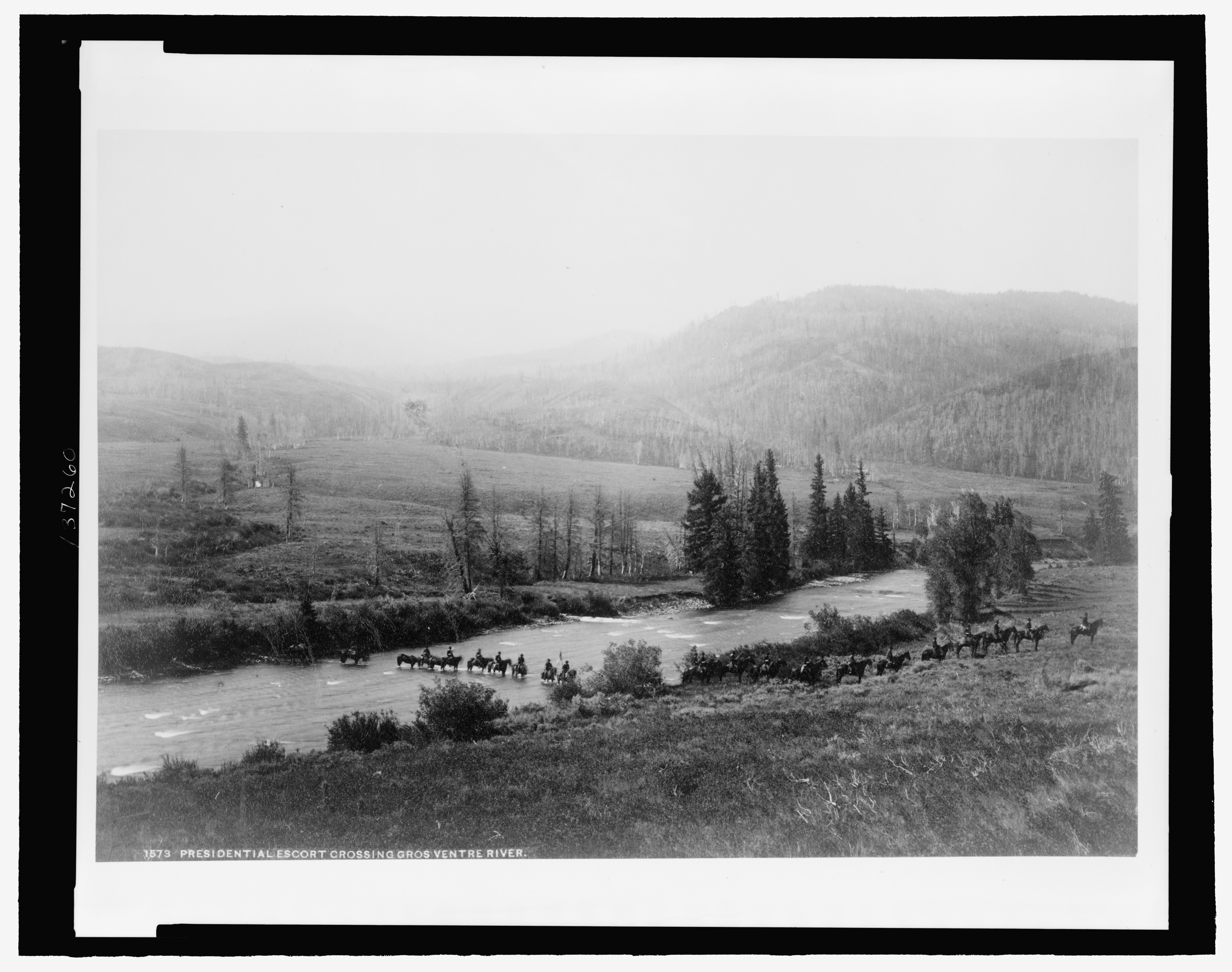
Präsident Chester A. Arthur querte den Gros Ventre River bei seiner Reise in den Yellowstone-Nationalpark im Jahr 1883
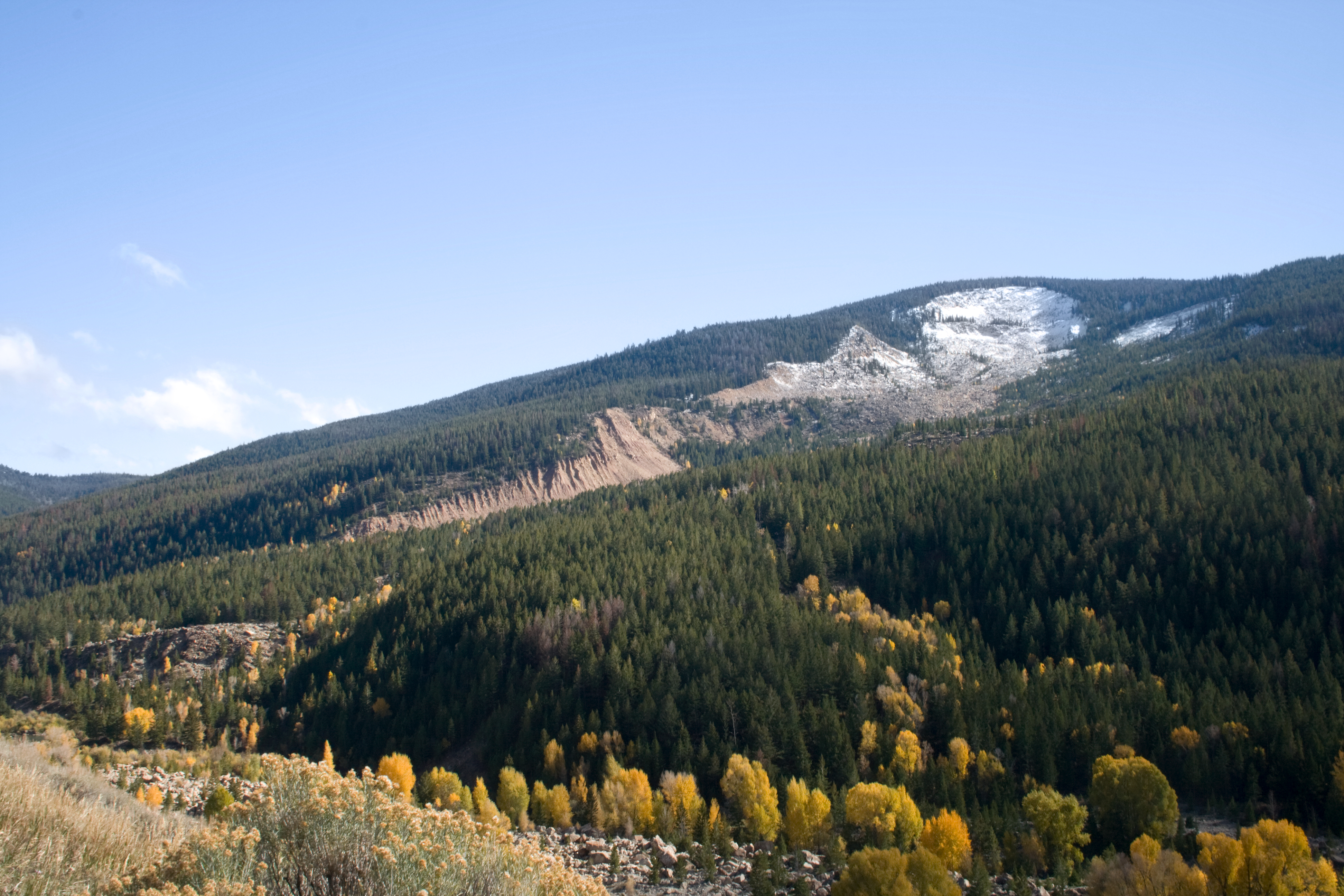
Blick auf die Nordflanke des Sheep Mountain, an der sich 1925 der Gros Ventre Slide ereignete
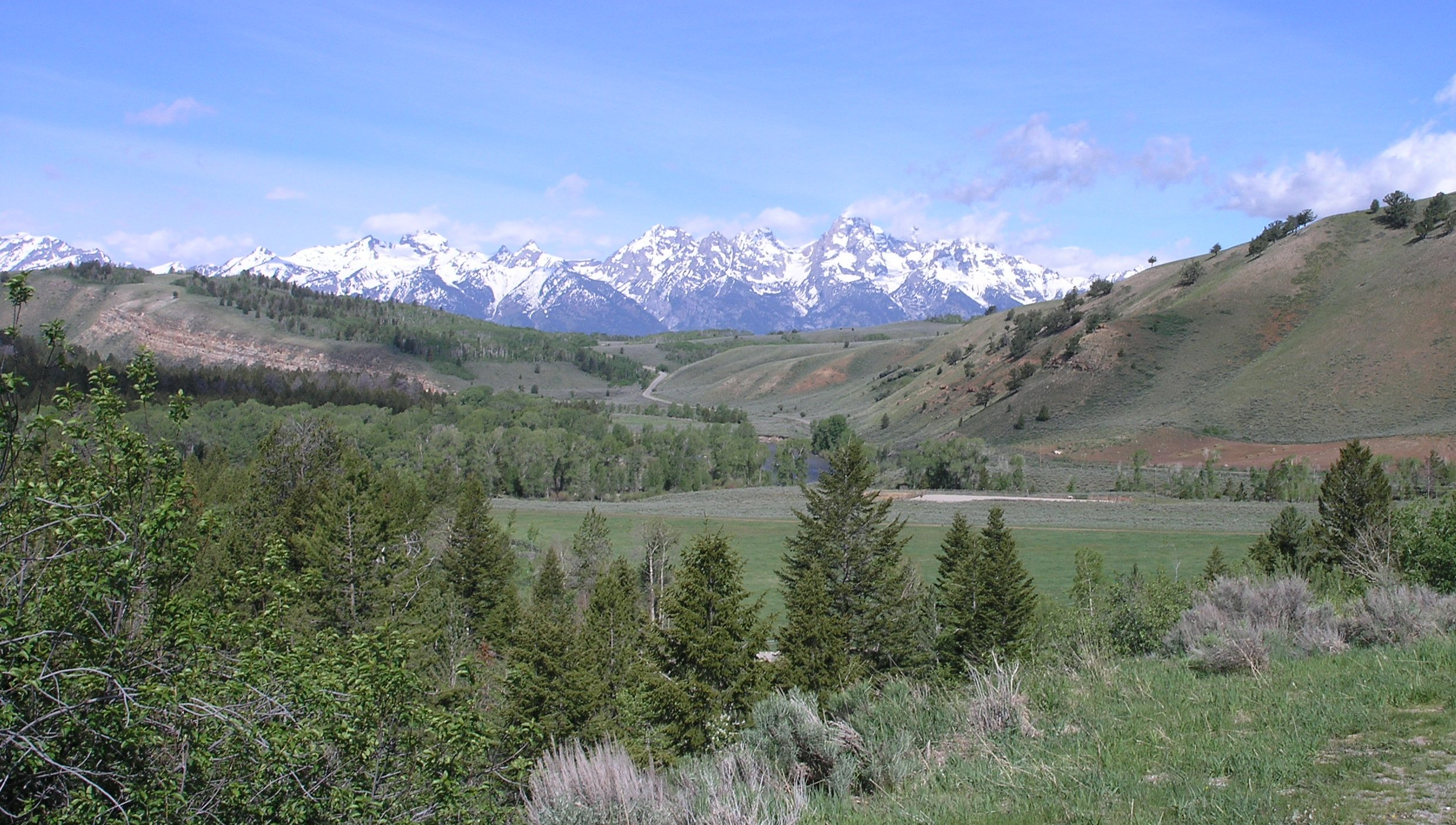
Tal des Gros Ventre River
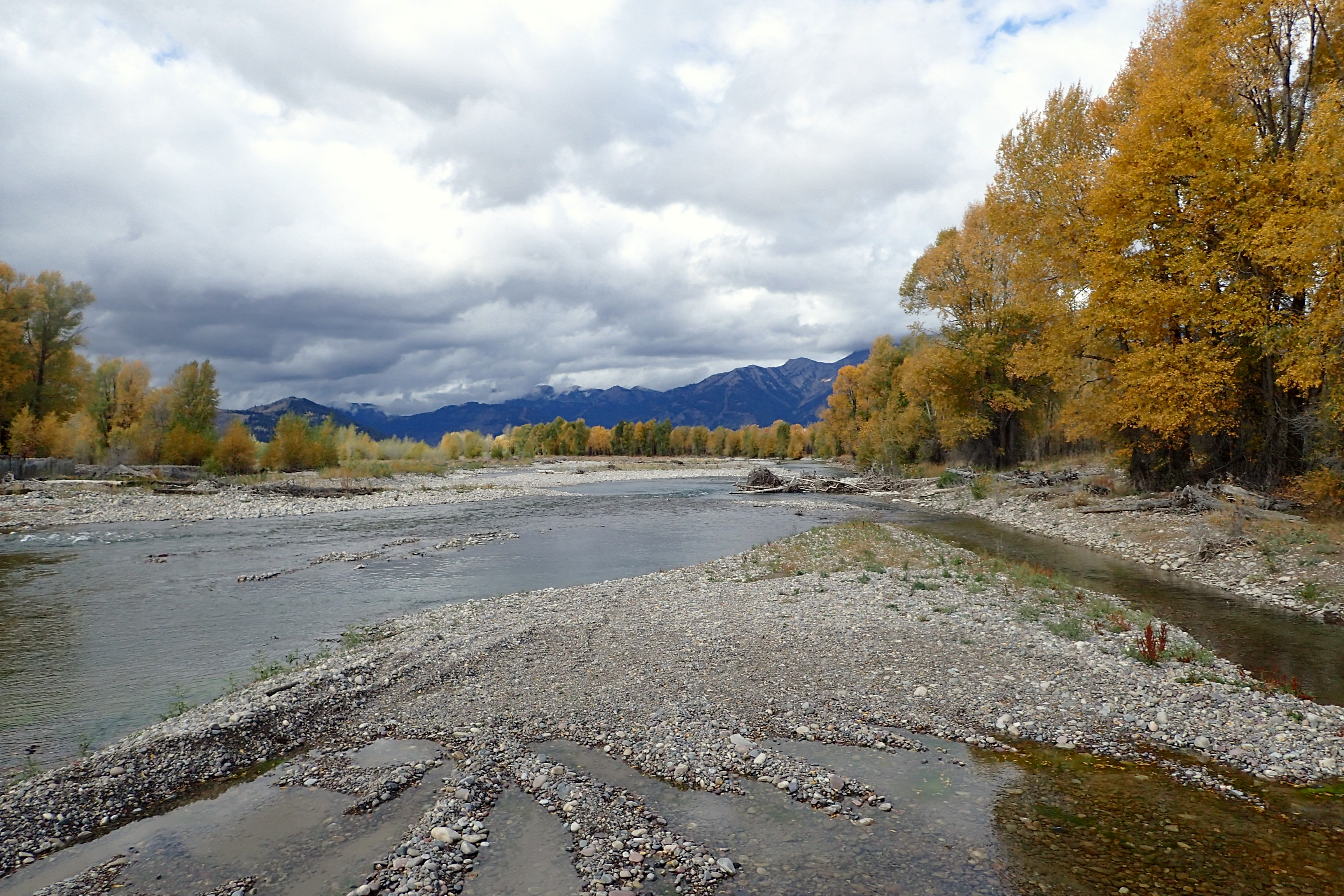
Gros Ventre River, gesehen vom U.S. Highway 89

## Belege
1. 1 2 3 4 5  Gros Ventre River. In: Geographic Names Information System. United States Geological Survey, United States Department of the Interior (englisch).
2. ↑  USGS 13014500 GROS VENTRE RIVER AT KELLY, WY. Abgerufen am 17. November 2024.
3. ↑  Gros Ventre River Fishing - The Wandering Angler. Abgerufen am 17. November 2024 (amerikanisches Englisch).
4. ↑  Thomas C. Reeves: President Arthur in Yellowstone National Park. In: Montana The Magazine of Western History. Vol. 19, Nr. 3, 1929, S. 18–29, JSTOR:4517380.
5. ↑  Grand Tetons, the Gros Ventre Landslide -- Wyoming Tales and Trails. Abgerufen am 17. November 2024.
6. ↑  United States Forest Service (Hrsg.): A Brief History of the Gros Ventre Slide Geological Site.